# Държавен архив на Северна Македония – Отделение Струмица
Държавният архив на Северна Македония – Отделение Струмица (на македонска литературна норма: Државен Архив на Република Македонија – Одделение Струмица) е подразделение на Държавния архив на Северна Македония. Това подразделение работи в адаптирана за целите си сгради с читалня, намиращи се на улица „Никола Клюсов“ (бившата „27 март“) № 2 в Струмица. Териториалният обхват на подразделението е Струмица, Берово, Ново село, Пехчево, Василево, Босилово, Валандово, Богданци и Дойран.
Архивът в Струмица е създаден през 1956 година под името Градски исторически архив.
Подразделението разполага с 453 фонда и 8 колекции и работи с 225 притежатели. Най-старият документ е от 1882 година и е част от фонда Евангелско-методистка църква. Потребителите могат да бъдат обслужени и с ксерокопиран архивен материал.

## По-важни фондове
По-ценни са фондовете:
- Народноосвободителните и народните комитети в териториалното покритие на Отделението (1944 – 1962);
- Банкерските, индустриалните, земеоделско-горските, търговските и ресторантьорските, транспортните и занаятчийските претприятия и дюкани (1939 – 1959)
- Камерите и стопанските сдружения (1945 – 1962)
- Селските работни задруги (1947 – 1953) от Струмишка и Беровска околия
- Занаятчиите и търговците (1920 – 1951)
- Събрания на общините (1963 – 1990)

От семейните фондове се откроява фондът „Хаджискерлеви“ (1928 – 1958).

## Сграда
Сградата на архива, построена в 1931 – 1934 година е обявена е за паметник на културата.